# Кутаиси
Кутаѝси (на грузински: ქუთაისი) е град в Западна Грузия, област Имеретия.
Той е втори по големина в страната с население 147 635 души (2014). Разположен е на река Риони.
В центъра на града се намират руините на Багратската катедрала, построена в началото на 11 век.
Климатът в Кутаиси субтропичен, влажен. Средната годишна температура на въздуха +15 градуса по Целзий. Най-топлият месец се счита за август, температурата на въздуха се покачва до +35 и повече.

## Известни личности
Родени в Кутаиси
- Тенгиз Абуладзе (1924 – 1994), режисьор
- Нино Бурджанадзе (р. 1964), политик
- Резо Габриадзе (р. 1936), сценарист и режисьор
- Якоб Николадзе (1876 – 1951), скулптор
- Закария Палиашвили (1871 – 1933), композитор
- Иване Палиашвили (1868 – 1934), диригент
- Мая Чибурданидзе (р. 1961), шахматистка

- Кутаиси от спътник
- Католическа църква